# 維什尼夫卡 (波格列比謝區)
49°31′8″N 29°6′50″E / 49.51889°N 29.11389°E
維什尼夫卡（烏克蘭語：Вишнівка），是烏克蘭的村落，位於該國西南部文尼察州，由文尼察區負責管轄，始建於1964年，面積0.86平方公里，海拔高度242米，2001年人口163，人口密度每平方公里189.54人。